# Almonaster la Real
Almonaster la Real es un municipio y localidad española de la provincia de Huelva, en la comunidad autónoma de Andalucía. Tiene una población de 1751 habitantes (INE 2024), repartidos entre la localidad propiamente dicha y una veintena de aldeas. 
Almonaster la Real forma parte desde 2018 de la asociación Los Pueblos Más Bonitos de España, siendo el primer pueblo de la provincia de Huelva en obtener esta acreditación. 

## Etimología
Su nombre procede del árabe, المنستير al-munastir, término de origen latino que significa "el monasterio".

## Geografía
Dada la extensión (322 km²) y situación (entre la sierra de Aracena y El Andévalo) de su término municipal, Almonaster la Real presenta un relieve variado, que es surcado por varios ríos y riberas.

### Situación y límites
Almonaster se encuentra al noroeste de la provincia de Huelva y limita al norte con Cortegana y Jabugo, al este con Santa Ana la Real, Alájar y Aracena, al oeste con Cortegana, Aroche y El Cerro de Andévalo, y al sur con El Campillo, Zalamea la Real y La Zarza-Perrunal. Se encuentra situada a unos 20 kilómetros de Aracena, a 101 kilómetros de la ciudad de Huelva y a 40 kilómetros de Portugal. 
| Noroeste: Cortegana y Aroche            | Norte: Cortegana y Jabugo          | Nordeste: Jabugo                 |
| Oeste: Cortegana y El Cerro de Andévalo |                                    | Este: Santa Ana la Real y Alájar |
| Suroeste: La Zarza-Perrunal             | Sur: Zalamea la Real y El Campillo | Sureste: Aracena y El Campillo   |

### Relieve
El relieve es muy accidentado y con mayor altitud al norte (integrado en la sierra de Aracena), y más bajo y llano al sur (El Andévalo). La localidad propiamente dicha se encuentra a 574 metros sobre el nivel del mar, aunque la máxima altura del término municipal se encuentra en la sierra de San Cristóbal, a 913 metros de altitud. La altitud oscila por tanto entre los 913 metros del cerro de San Cristóbal y los 100 metros al suroeste, a orillas del río Odiel, donde desemboca la rivera Olivargas.  

### Hidrografía
Los principales ríos que atraviesan el municipio son el río Odiel, que hace de límite con Aracena y Zalamea la Real, sus afluentes rivera Escalada y rivera Olivargas, y otros más pequeños. 

### Flora

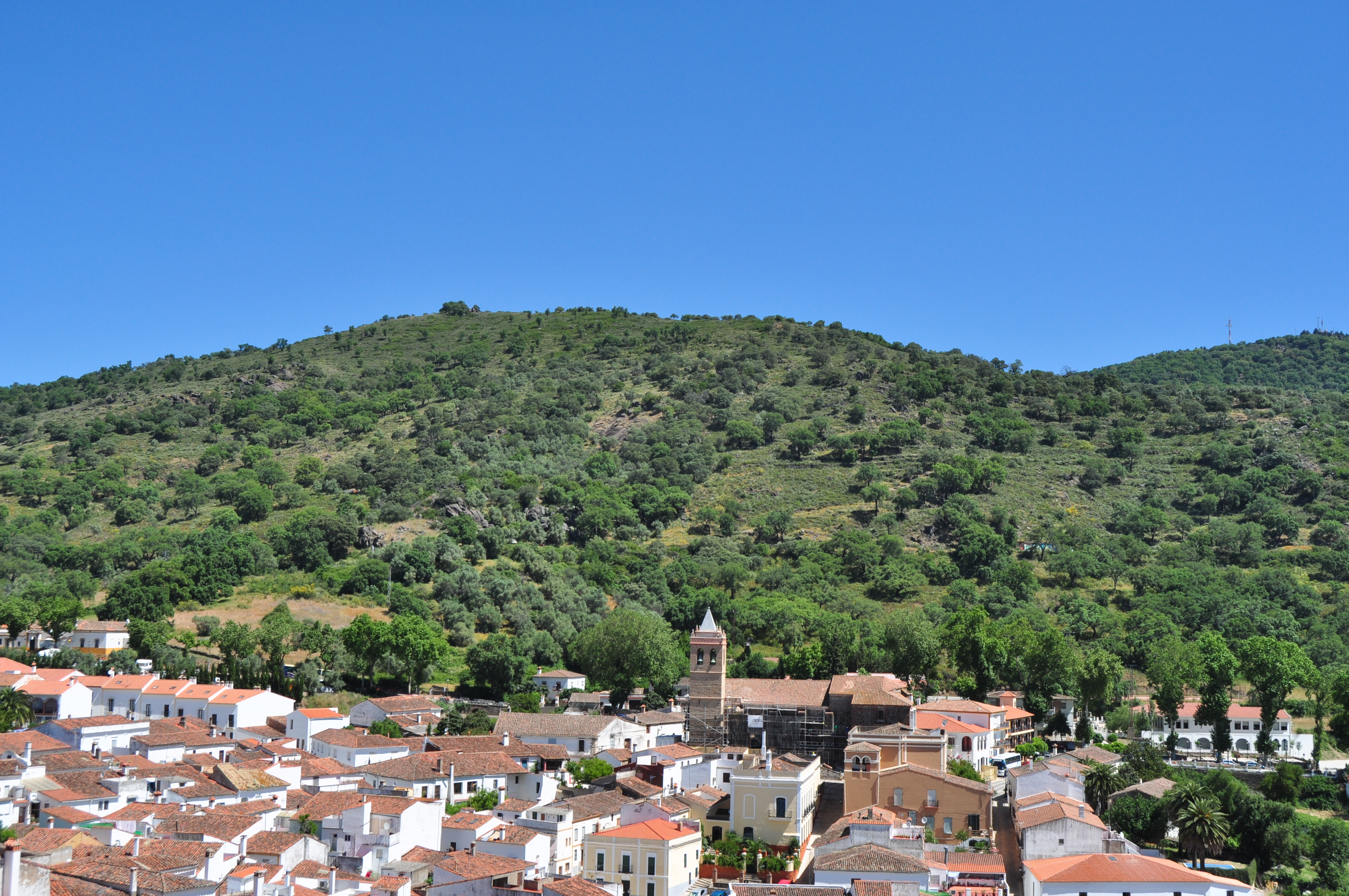
Vegetación junto a la localidad

Existe una gran variedad vegetal, debida a la extensión del municipio. En la zona septentrional, el elemento más destacado es la dehesa, en la que sobresalen especies como la encina y el alcornoque, y en las zonas de mayor altitud, el castaño y algunas especies de quejigos.
Junto a los cauces de las riveras crece el bosque galería, formado por chopos, fresnos, sauces y alisos. En la parte meridional destacan las grandes masas forestales de pino pináster, pino pinea y eucaliptos, utilizados para fines industriales. En las zonas de monte más bajo aparece el bosque mediterráneo; y, junto al núcleo urbano y a las numerosas aldeas, se encuentran las típicas huertas, ocupando las vegas y las zonas más llanas.

### Fauna
En todo el término habitan especies típicas del bosque mediterráneo, de las que destacan las rapaces, como el águila real, el águila perdicera, el azor, el halcón, el búho real y el cárabo. También existen numerosas colonias de buitre negro y buitre leonado; además de especies con valor cinegético como los jabalíes, los ciervos, los conejos, perdices, los zorzales y las palomas.

## Historia
Los primeros restos de asentamiento humano se remontan a la Edad de Bronce, encontrándose restos arqueológicos al sur del término municipal y en el norte, en el Cerro de San Cristóbal. Los restos más antiguos encontrados en el pueblo son de época romana, encontrados en la Mezquita. De esta misma época son los restos arqueológicos de Santa Eulalia. Durante el dominio musulmán Almonaster fue una importante localidad. En esta época se levantó la mezquita-castillo, sobre los restos de las antiguas construcciones romana y visigoda. En 1230 cayó en manos cristianas, pasando a formar parte de Portugal y posteriormente de Castilla. Perteneció al Concejo de Sevilla y fue propiedad del Arzobispado.

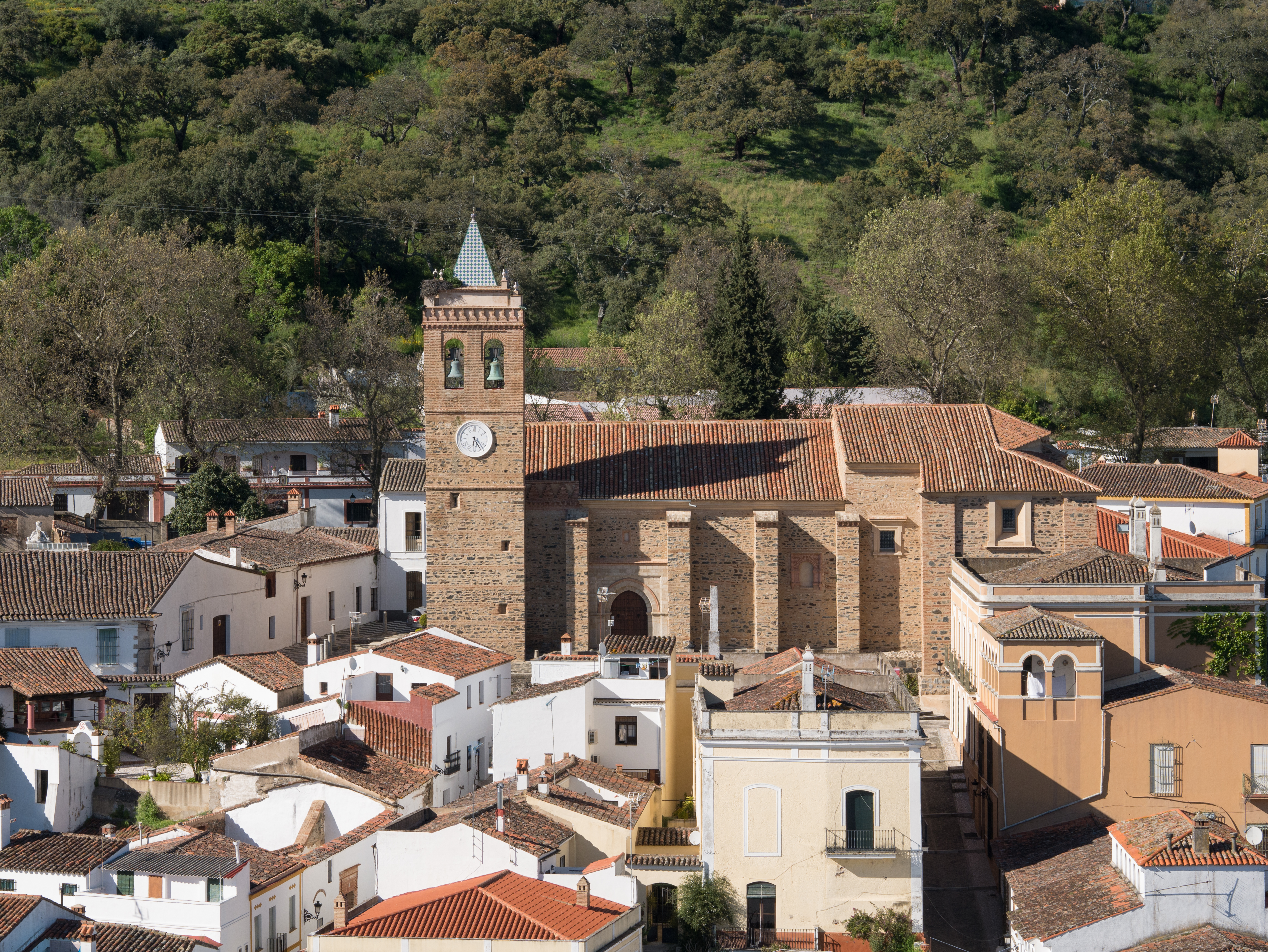
Iglesia de Almonaster la Real

Desde 1822 forma parte de la provincia de Huelva. En los últimos dos siglos el municipio ha vivido de la minería, que supuso un incremento de la población muy importante, haciendo que superase los 9000 habitantes en las primeras décadas del siglo XX, siendo así uno de los municipios más poblados de la provincia. El principal yacimiento minero de la zona ha sido el de Aguas Teñidas, seguido por otros como la mina de San Miguel, la mina de Cueva de la Mora o la mina Concepción. De forma paralela al auge de las explotaciones mineras se produjo la llegada del ferrocarril a la zona. En 1889 se inauguró la línea Zafra-Huelva, de ancho ibérico, que contó con una estación propia en el término municipal. Así mismo, se construyeron varios ferrocarriles de carácter minero-industrial por toda la zona. Con el declive de las explotaciones, y desde mediados del siglo XX Almonaster sufre las consecuencias del éxodo rural.
En 2018 ingresó en la asociación de Los Pueblos Más Bonitos de España.
En el verano de 2020 un incendio forestal iniciado en el municipio quemó cerca de 15 000 hectáreas en la zona.

## Demografía
Almonaster la Real cuenta con una población de 1751 habitantes (INE 2024).
| Gráfica de evolución demográfica de Almonaster la Real entre 1842 y 2021                                            |
| |
| Población de derecho según los censos de población del INE Población de hecho según los censos de población del INE |

## Monumentos

### Mezquita de Almonaster la Real,sigloX

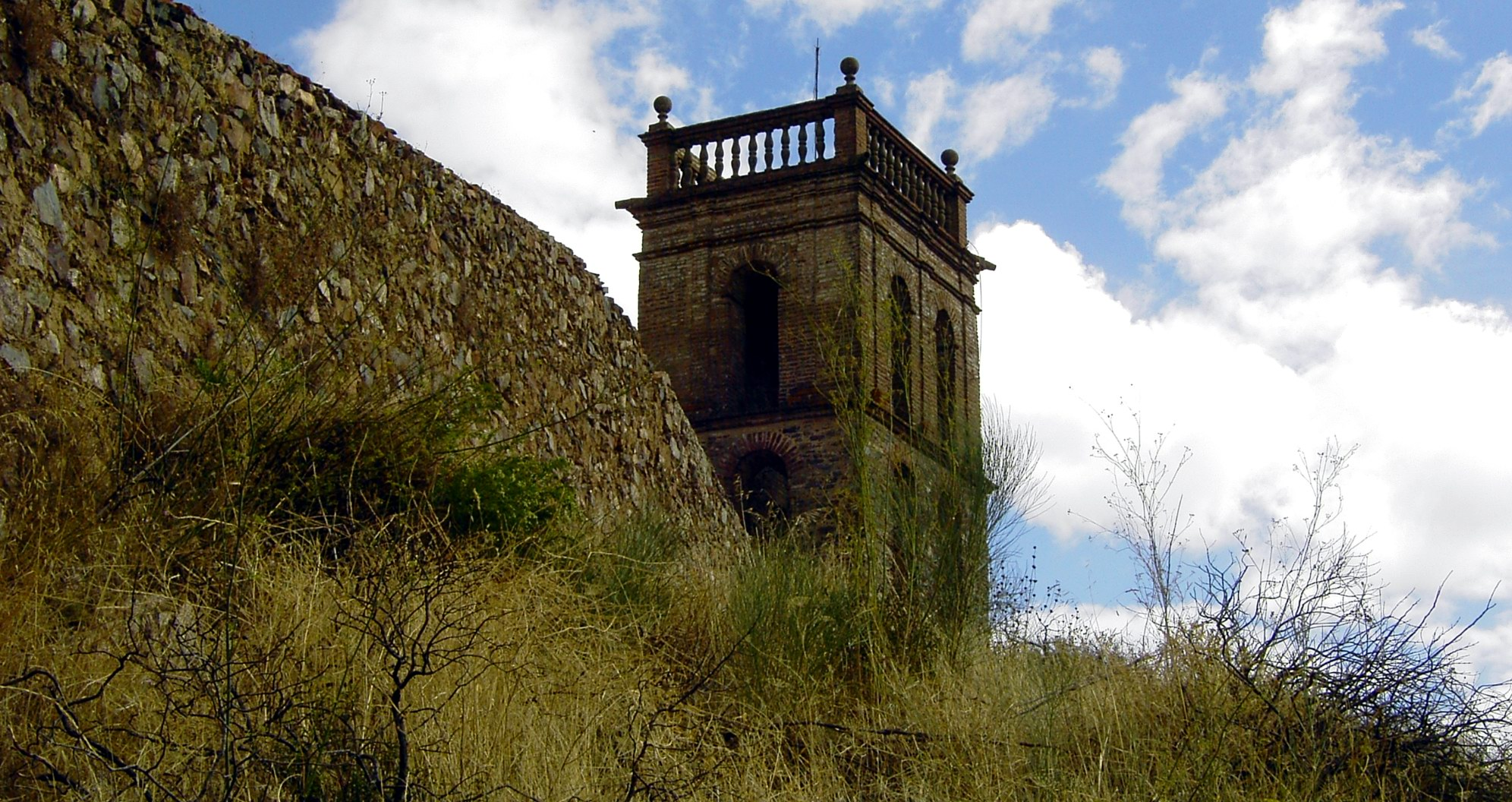
Torre-campanario, anteriormente alminar, de la mezquita

Construida sobre una basílica visigoda del siglo V, es una construcción irregular hecha de ladrillo y piedra cantera sobre una planta trapezoide, cuya forma probablemente haya estado determinada por el declive del terreno. Es probable que la mezquita sólo tuviera una entrada en el primer tramo norte de la nave central este. Su escasa luz se recibía del patio, la puerta y tres estrechas ventanillas o troneras, dos de ellas a la izquierda y a la derecha del mihrab. En la sala de oración se descubrieron dieciséis sepulcros sin datar. Su carácter arcaico puede provenir de haber sido construida a principios del siglo IX, pero también se puede considerar como una solución provinciana al programa de edificaciones de la época de los califas. La jerarquización de la sala de oración parece apoyar más bien la segunda suposición.

### Otros monumentos

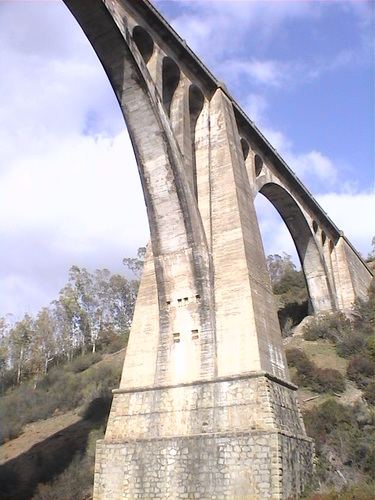
Vista del puente de las Tres Fuentes, en la línea Zafra-Huelva.

- Ermita de Nuestro Señor de la Humildad y Paciencia
- Ermita de San Sebastián
- Ermita de Santa Eulalia
- Castillo de Almonaster, fortaleza de origen romano de la que tan sólo se conservan restos.
- Iglesia parroquial de San Martín: de estilo gótico-mudéjar, se comenzó a edificar en el siglo XIV, no concluyéndose hasta el XVI. Consta de tres naves y posee la única portada de estilo manuelino de España, aparte de la de Olivenza.
- Plaza de toros de Almonaster
- Puente de las Tres Fuentes: situado en el entorno de Gil Márquez y construido por discípulos de Gustave Eiffel, originalmente en hierro y recubierto en 1956 con hormigón, salva el paso del ferrocarril Huelva-Zafra por el arroyo la Lisa (afluente de la Ribera del Moro).
- Balneario de El Manzano: balneario de aguas minero-medicinales, situado en la carretera de Gil Márquez (HU-7100) y construido entre 1910 y 1915.
- Fuente del Concejo
- Tenería
- Puente de la Tenería
- Palacio de Miguel Tenorio de Castilla

## Fiestas
- Cruces de Mayo. El primer domingo del mes de mayo se inician los festejos en honor a la Cruz, por las dos hermandades responsables, la de La Fuente y la del Llano, que se enfrentan entre canciones por ver cual es la cruz mejor adornada. Las fiestas duran todo ese fin de semana con distintos actos y festejos.
- Romería de Santa Eulalia, el tercer sábado y domingo de mayo.
- Fiestas patronales (agosto). 15 de agosto día de la patrona del pueblo, la Virgen de Gracia.
- Jornadas Islámicas
- Matanza Vegetal, Aldea Calabazares

## Aldeas
Actualmente Almonaster cuenta con 14 aldeas:
- Las Veredas
- Gil Márquez
- Arroyo
- Acebuches
- Los Molares
- La Canaleja
- Escalada
- Aguafría
- Calabazares
- Cueva de la Mora
- Mina Concepción
- Patrás
- Monteblanco
- Estación de Almonaster